# کانیانو وارانو
کانیانو وارانو (به ایتالیایی: Cagnano Varano) یک کومونه در ایتالیا است که در استان فوجا واقع شده‌است.

## خصوصیات
کانیانو وارانو ۱۵۸٫۸۳ کیلومترمربع مساحت و ۷٬۶۹۷ نفر جمعیت دارد و ۱۷۵ متر بالاتر از سطح دریا واقع شده‌است.